# O poniznosti i slavi Krista
O poniznosti i slavi Krista (hrvatski prijevod latinskog izvornika De humilitate et gloria Christi) je kristološka je rasprava hrvatskog književnika Marka Marulića iz 1518. godine u kojem dokazuje Židovima da je Krist obećani Mesija.
Objavljena je u Mlecima (Veneciji) 20. srpnja 1519. godine. U knjizi se nalazi posveta mletačkom senatoru Augustinu Muli koja je datirana na dan 21. ožujka 1518. Knjiga je možda objavljeno i ranije (1506., 1509., 1517. i 1518.).